# Nora–Karlskoga Järnväg
Nora-Karlskoga Järnväg (NKJ) var en normalspårig järnvägslinje som sträckte sig mellan Nora och Otterbäcken vid Vänern. Avsikten med järnvägen var att frakta järnmalm från gruvorna i Bergslagen till utskeppningshamn.

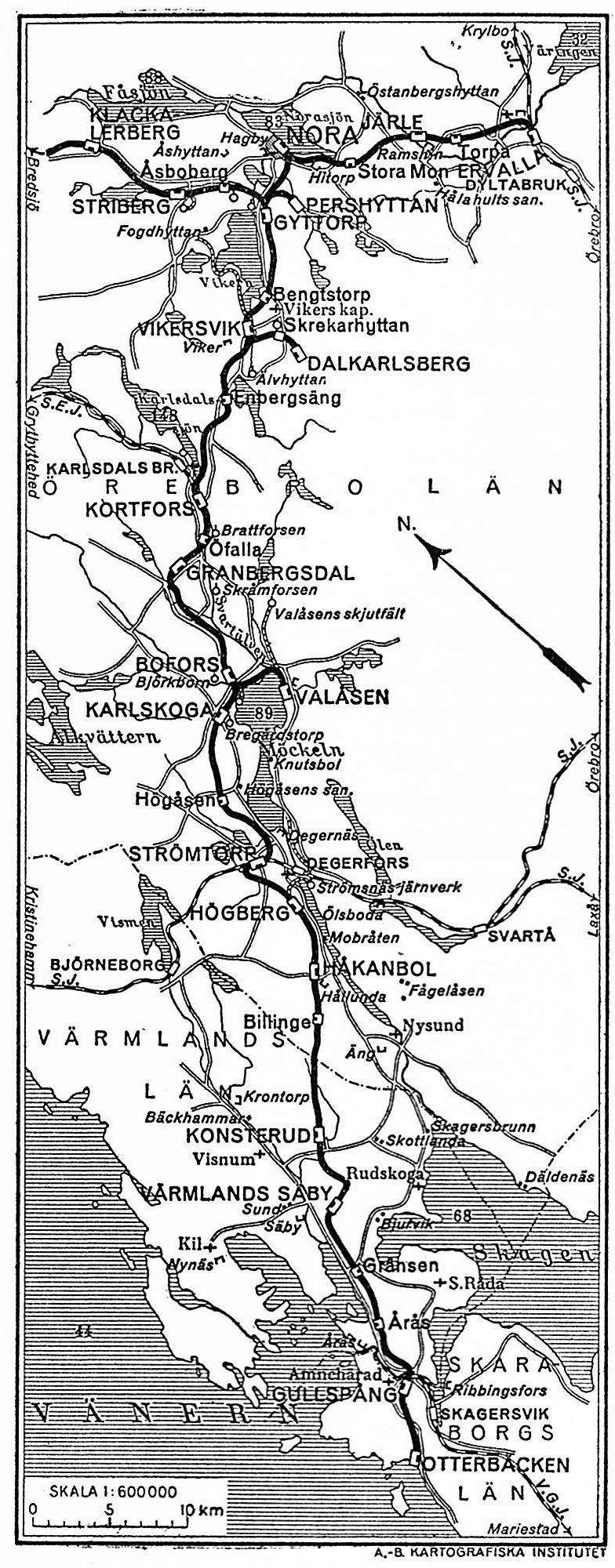
NEJ Ervalla-Otterbäcken. Karta 1926.

Nora-Karlskoga järnvägsaktiebolag konstituerades år 1871, och koncession beviljades samma år. Byggnadsarbetena påbörjades redan samma höst och var avslutade fram till Karlskoga 1874. Redan innan banan var klar, talade man om en förlängning fram till Otterbäcken vid Vänern. Denna del blev klar 1876.
År 1885 inlöste Nora-Karlskoga järnvägsaktiebolag alla aktier i Nora-Ervalla Järnväg och i Vikern-Möckelns Järnväg. År 1905 sammanlades Nora-Karlskoga Järnväg, Nora-Ervalla Järnväg samt delar av Bredsjö-Degerfors Järnväg (sträckan Striberg-Bredsjö, breddad till normalspår) till Nora Bergslags Järnväg.
Nora Bergslags Veteran-Jernväg har bland annat ett lok från NKJ i sina samlingar, ångloket NKJ 1 "Karlskoga".